# عقد 1440
عقد 1440 هو عقد امتد بين 1 يناير 1440 و31 ديسمبر 1449 بحسب التقويم الميلادي. سبقه عقد 1430 ولحقه عقد 1450.

## أحداث
- معركة سوزدال (1445)
- قرار مجلس الأمن التابع للأمم المتحدة رقم 1441 (1441)
- غزو بلخ (1447)
- معركة زلاتيتسا (1443)
- معركة فارنا (1444)
- معركة فرهادغرد (1449)
- معركة دامغان (1447)
- معركة نيسابور (1447)

## مواليد
- أنتوني وودفيل (1442)
- قانصوه الغوري (1441)
- إرنست ناخب ساكسونيا (1441)
- علي شير النوائي (1441)
- فيليكس فابر (1441)
- لوكا سنيورلي (1441)
- توبا إنكا (1441)
- دانجونغ ملك جوسون (1441)
- لوبو سوارس (1442)
- شارلوت من سافوي (1441)

## وفيات
- هنري واردلو (1440)
- غيل دي ريز (1440)
- ابن خطيب الناصرية (1440)
- أوليفيرا ديسبينا (1444)
- لورينزو دي جوفاني دي ميديشي (1440)
- فرناندو الأمير القديس (1443)
- فريدرش الأول (1440)
- بلانكا الأولى ملكة نافارا (1441)
- يان فان إيك (1441)
- داود المعتضد بالله (1441)

## كتب
- Yves Denis Papin (1998). Chronologie de l'histoire ancienne. Lieu de publication non identifié: Éditions Jean-paul Gisserot. ISBN:2-87747-346-5. OCLC:40746926. مؤرشف من الأصل في 2022-03-16.
- موسوعة حضارة العالم (2002) لأحمد محمد عوف.

## روابط خارجية
- تصفح سنة بسنة عقد 1440 على موقع onthisday.com
- تصفح سنة بسنة عقد 1440 ابتداءً من سنة عقد 1440 على موقع المكتبة الوطنية الفرنسية